# Beameromyia pictipes
Beameromyia pictipes là một loài ruồi trong họ Asilidae. Beameromyia pictipes được Loew miêu tả năm 1862.